# Ofiary stanu wojennego w Polsce (1981–1983)
Ofiary stanu wojennego w Polsce 1981–1983 – w czasie stanu wojennego trwającego na obszarze Polskiej Rzeczypospolitej Ludowej od 13 grudnia 1981 do 22 lipca 1983 życie straciło około 40 osób, w tym 9 górników w  kopalni „Wujek” podczas pacyfikacji strajku.

## Tło wydarzeń

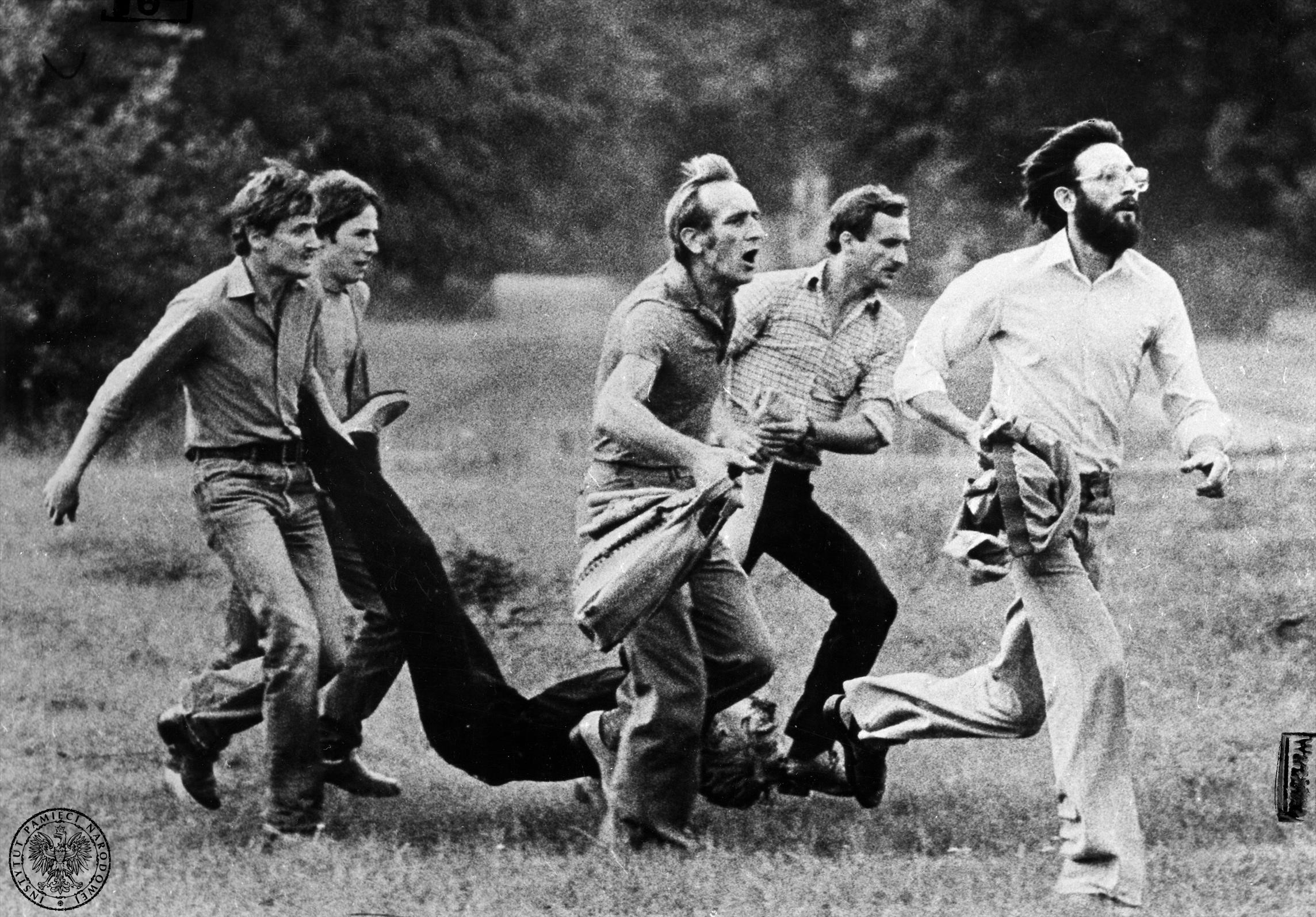
Demonstranci niosą rannego Michała Adamowicza, Lubin, 31 sierpnia 1982

Utworzona przez sejm kontraktowy w 1989 Sejmowa Komisja Nadzwyczajna do Zbadania Działalności MSW, stwierdziła, że spośród 122 niewyjaśnionych przypadków zgonów działaczy opozycji aż 88 miało bezpośredni związek z działalnością funkcjonariuszy MSW.
Część ofiar śmiertelnych wydarzeń stanu wojennego była skutkiem tłumienia przez jednostki LWP, MO, ZOMO, NOMO, ROMO, ORMO, funkcjonariuszy WSW i SB pokojowych demonstracji ulicznych ludności, sprzeciwiających się władzy WRON. W dziewięciu przypadkach ofiary padły w wyniku krwawego stłumienia strajku w kopalni, w jednym przypadku po złamaniu strajku na uczelni.
Znaczna ich część były to jednak ofiary intencjonalnego działania władz przeciwko określonym działaczom opozycji. Wszystkie one z definicji spełniają znamiona ofiar zbrodni komunistycznej.
W pierwszych dniach stanu wojennego władze komunistyczne dokonały wielu aresztowań osób, które mimo dekretu nie zaprzestały działalności opozycyjnej, czynnie przeciwstawiając się wprowadzeniu stanu wojennego. Wyroki wydawane były w trybie doraźnym przez sądy wojskowe. Opozycjoniści stawiani byli w stan oskarżenia w związku z próbą obalenia ustroju PRL. W trybie doraźnym za to przestępstwo wobec reżimu komunistycznego groził wyrok do kary śmierci włącznie.
W latach 1981–1982 władze komunistyczne przetrzymywały w specjalnie utworzonych obozach dla internowanych 9736 osób działających w podziemiu. Niejednokrotnie dochodziło w nich do wypadków znęcania się psychicznego i fizycznego nad internowanymi.
Inną kategorię ofiar stanowią osoby szykanowane przez władze za działalność opozycyjną. Wiele z nich było prześladowanych i wyrzucanych z pracy z tzw. wilczymi biletami, eksmitowanych z zajmowanych przez siebie mieszkań, w końcu były zmuszane do emigracji. Szczególny przypadek stanowią represje wobec działaczy chłopskich, których niejednokrotnie zmuszano siłą do nieopłacalnych upraw (przypadek Stanisława Helskiego).

## Lista ofiar śmiertelnych

### Domniemane ofiary
- Honoriusz Kowalczyk (dominikanin z Poznania, zginął w niewyjaśnionych okolicznościach, według opinii publicznej jest ofiarą SB. Śledztwo w toku)

### Ofiary zdarzeń masowych
Pacyfikacja kopalni Wujek 16 grudnia 1981
- Józef Bolesław Czekalski (ur. 1933)
- Józef Krzysztof Giza (ur. 1957)
- Joachim Gnida (ur. 1952, zm. 2 stycznia 1982[3])
- Ryszard Gzik (ur. 1946)
- Bogusław Kopczak (ur. 1953)
- Andrzej Pełka (ur. 1962)
- Jan Stawisiński (ur. 1960, zm. 25 stycznia 1982)
- Zbigniew Wilk (ur. 1951)
- Zenon Zając (ur. 1959)

Stłumienie demonstracji w Gdańsku 17 grudnia 1981
- Antoni Browarczyk (ur. 1961) – zginął postrzelony przypadkowo

Pacyfikacja strajku na Politechnice Wrocławskiej 15 grudnia 1981
- Tadeusz Kostecki – zmarł pobity przez ZOMO

Stłumienie pokojowej demonstracji w Poznaniu 13 lutego 1982
- Wojciech Cieślewicz (ur. 1953) – zmarł pobity przez ZOMO

Stłumienie pokojowej demonstracji w Warszawie 3 maja 1982
- Joanna Lenartowicz (ur. 1963) – zmarła 5 maja w wyniku pobicia przez ZOMO[potrzebny przypis]
- Mieczysław Radomski (ur. 1926) – zmarł pobity przez ZOMO[potrzebny przypis]
- Adam Szulecki (ur. 1950) – zmarł 9 maja w wyniku pobicia przez ZOMO[potrzebny przypis]

Stłumienie pokojowej demonstracji we Wrocławiu 3 maja 1982
- Władysław Durda – zatruty gazami łzawiącymi ZOMO

Stłumienie pokojowej demonstracji w Krakowie 13 maja 1982
- Włodzimierz Lisowski (ur. 1915) – zmarł 13 lipca w wyniku pobicia przez ZOMO i SB

Poznań 11 maja 1982
- Piotr Majchrzak (ur. 1963) – zmarł 18 maja w wyniku pobicia przez ZOMO i funkcjonariuszy WSW[potrzebny przypis]

Stłumienie pokojowej demonstracji we Wrocławiu 13 maja 1982
Rozbicie organizacji podziemnej 16 czerwca 1982 w Warszawie
- Emil Barchański (ur. 1965) – po wykryciu, że na czele tajnej organizacji, do której należał, stał tajny współpracownik SB, został poddany torturom w Pałacu Mostowskich, ciało utopiono w Wiśle (nie ma pewności co do okoliczności śmierci i do rzekomego wykrycia TW w ramach organizacji)

Stłumienie pokojowej demonstracji w Gdańsku 31 sierpnia 1982
- Piotr Sadowski (ur. 1950) – zmarł trafiony petardą ZOMO

Stłumienie pokojowej demonstracji we Wrocławiu 31 sierpnia 1982
- Tadeusz Woźniak (ur. 1933) – zmarł 1 września w wyniku pobicia przez ZOMO
- Kazimierz Michalczyk (ur. 1955) – postrzelony przez ZOMO podczas demonstracji we Wrocławiu w dniu 31 VIII 1982 – zmarł 2 września

Stłumienie pokojowej demonstracji w Lubinie 31 sierpnia 1982
- Michał Adamowicz (ur. 1954) – zmarł 5 września w wyniku postrzału
- Mieczysław Poźniak (ur. 1956) – zmarł w wyniku postrzału
- Andrzej Trajkowski (ur. 1950) – zmarł w wyniku postrzału

Stłumienie pokojowej demonstracji we Kielcach 31 sierpnia 1982
- Stanisław Rak (ur. 1947) – zmarł 7 września w wyniku pobicia przez ZOMO

Stłumienie pokojowej demonstracji w Częstochowie 1 września 1982
- Eugeniusz Wiłkomirski (ur. 1930) – zmarł 3 września w wyniku pobicia przez ZOMO

Stłumienie pokojowej demonstracji w Nowej Hucie 13 października 1982
- Bogdan Włosik (ur. 1962) – zastrzelony z broni palnej przez kapitana SB Andrzeja Augustyna

Stłumienie pokojowej demonstracji w Warszawie 10 listopada 1982
- Stanisław Królik (ur. 1943) – zmarł 16 listopada pobity przez ZOMO[potrzebny przypis]

Stłumienie pokojowej demonstracji w Gdańsku 11 listopada 1982
- Wacław Kamiński (ur. 1950) – zmarł 28 listopada trafiony petardą

Stłumienie pokojowej demonstracji w Krakowie 1 maja 1983
- Ryszard Smagur (ur. 1954) – zmarł trafiony petardą ZOMO

Stłumienie pokojowej demonstracji we Wrocławiu 1 maja 1983
- Włodzimierz Witkowski (ur. 1952) – zaginął w czasie demonstracji, zwłoki znaleziono 7 września
- Bernard Łyskawa (ur. 1927)

Stłumienie pokojowej demonstracji w Warszawie 3 maja 1983
- Marek Kuchta (ur. 1953) – zmarł 5 maja 1983 w wyniku pobicia przez MO
- Adam Szulecki – zmarł 9 maja 1983 w wyniku pobicia przez ZOMO[potrzebny przypis]

### Ofiary indywidualne działań władz stanu wojennego
- Wanda Kołodziejczyk (ur. 1923) – zmarła 4 stycznia 1982 po pobiciu w areszcie śledczym na ul. Rakowieckiej w Warszawie[potrzebny przypis]
- Franciszek Zdunek (ur. 1942) – zastrzelony 2 lutego 1982 przez funkcjonariusza MO
- Zbigniew Szymański – zmarł pobity przez ZOMO w kwietniu 1982
- Wojciech Cielecki (ur. 1963) – zastrzelony przez żołnierza LWP 2 kwietnia 1982 w Białej Podlaskiej
- Stanisław Kot – zmarł 3 kwietnia 1982 w Rzeszowie w wyniku pobicia przez patrol ZOMO
- Mieczysław Rokitowski (ur. 1935) – zmarł 3 kwietnia 1982 pobity w czasie przesłuchania w areszcie śledczym w Załężu
- Andrzej Grzywa – zmarł 30 sierpnia 1982 pobity na komendzie MO w Gdańsku
- Zdzisław Jurgielewicz (ur. 1953) – zmarł 21 września 1982 pobity przez MO w Giżycku
- Adam Grudziński (ur. 1946) – zmarł pobity w obozie dla internowanych w Załężu w październiku 1982
- Zbigniew Simoniuk (ur. 1950) – członek Komitetu Obrony Więzionych za Przekonania, zmarł 8 stycznia 1983 w więzieniu w Białymstoku
- Zenon Bleszczyński (ur. 1959) – zmarł 14 stycznia 1983 w wyniku pobicia w areszcie śledczym
- Jacek Jerz (ur. 1944) – wiceprzewodniczący NSZZ Solidarność w Radomiu, delegat na I Krajowy Zjazd NSZZ Solidarność, członek władz krajowych Konfederacji Polski Niepodległej i Komitetu Obrony Więzionych za Przekonania, zmarł nagle 31 stycznia 1983 po zwolnieniu z ponadrocznego internowania, gdzie przeszedł „ścieżki zdrowia” (pacyfikacja protestu internowanych w Kwidzynie). Bezpośrednio przed jego śmiercią szef SB w Radomiu zlecił na piśmie (dokument zachował się w archiwach IPN) zastosowanie wobec niego „przedsięwzięcia specjalnego”
- Jan Ziółkowski (ur. 1940) – współpracownik Komitetu Budowy Pomnika Ofiar Czerwca 1956, zmarł 5 marca 1983, pobity na V komendzie MO w Poznaniu
- Józef Larysz (ur. 1942) – przewodniczący Komisji Zakładowej NSZZ Solidarność w ELWRO w Pszczynie, zmarł 7 marca 1983 po przesłuchaniu na komendzie MO
- Ryszard Kowalski (ur. 1939) – przewodniczący Komisji Zakładowej NSZZ Solidarność w Hucie Katowice, jego ciało wyłowiono 31 marca 1983
- Bogusław Podboraczyński (ur. 1962) – działacz NSZZ Solidarność z Nysy, zamordowany przez funkcjonariuszy MO, ciało wydobyto z rzeki 30 kwietnia 1983
- Andrzej Szewczyk (ur. 1961) – zmarł w maju 1983 w wyniku pobicia przez ZOMO
- Grzegorz Przemyk (ur. 1964) – zmarł 14 maja 1983 w wyniku pobicia na komendzie MO przy ul. Jezuickiej w Warszawie
- Zdzisław Miąsko (ur. 1954) – zmarł 3 czerwca 1983 po przesłuchaniu na posterunku MO w Nowej Miłośnie
- Andrzej Gąsiewski (ur. 1954) – pracownik Instytutu Badań Jądrowych zamordowany 17 czerwca 1983 w Warszawie
- Jerzy Marzec (ur. 1962) – ciało znaleziono nad Odrą 22 czerwca 1983
- Jan Samsonowicz (ur. 1944) – zmarł 30 czerwca 1983, działacz NSZZ Solidarność i Ruchu Młodej Polski, upozorowanie samobójstwa, ciało powieszono na bramie Stoczni Gdańskiej im. Lenina